# Leptopharsa oblonga
Leptopharsa oblonga är en insektsart som först beskrevs av Thomas Say 1825.  Leptopharsa oblonga ingår i släktet Leptopharsa och familjen nätskinnbaggar. Inga underarter finns listade i Catalogue of Life.